# 日新会病院
日新会病院（にっしんかいびょういん）は、医療法人日新会が設置する大阪市西区新町にある病院。
外来診療に加え、60床の医療療養病床を備える療養型病院である。

## 沿革
（この節の出典）
- 1911年（明治44年） - 大阪市西区に東條病院（産婦人科専門病院）として設立。
- 1980年（昭和55年） - 北堀江病院へ名称変更。内科を併設。
- 1996年（平成8年）4月 - 産婦人科部門を廃止。内科病院へ転換。
- 1998年（平成10年）10月 - 全館86床を長期療養型病床群へ移行。
- 2002年（平成14年）12月 - 病院内に通所介護事業所（ナイスディ）を開設。
- 2016年（平成28年）8月 - 日新会病院として、現在地に新病院を新築開院。

## 診療科
- 内科[3]
- 人工透析内科[3]
  - 外来透析、入院透析を行っている。外来透析では福祉車両による送迎サービスを行っている。[4]
- 放射線科[3]
- リハビリテーション科[3]

## 医療機関の認定
(この節の出典)
- 保険医療機関
- 生活保護法指定病院
- 指定自立支援病院（更生医療）
- 公害医療機関

## 主に連携している他の医療機関
(この節の出典)
- 日本生命病院
- 大野記念病院
- 住友病院

## 交通アクセス
- Osaka Metro千日前線・Osaka Metro長堀鶴見緑地線「西長堀駅」4C出口すぐ[6]
- 大阪シティバス55系統「白髪橋」徒歩1分[6]
- 大阪シティバス84系統「西長堀」徒歩1分[6]